# Bettenhagen
Bettenhagen ist eine Ortschaft in der Stadt Waldbröl im Oberbergischen Kreis im südlichen Nordrhein-Westfalen (Deutschland) innerhalb des Regierungsbezirks Köln.

## Lage und Beschreibung
Der Ort liegt ca. 7,0 km vom Stadtzentrum entfernt.

## Geschichte

### Erstnennung
1454  wurde der Ort das erste Mal urkundlich erwähnt und zwar "Heinrich von Bettenhaen der Junge ist mit Anderen in einer Fehde mit der Stadt Köln."
Schreibweise der Erstnennung: Bettenhaen

### Persönlichkeiten
Bettenhagen ist der Geburtsort des Freiheitskämpfers Johann Wilhelm Pauli genannt Paul von Bettenhagen.

## Freizeit

### Wander- und Radwege
Der Wanderweg A4 führt durch Bettenhagen.